# Phaseolus dumosus
El frijol gordo (Phaseolus dumosus) es un bejuco trepador de la familia Fabaceae.
Se caracteriza por sus ramitas y hojuelas cortamente pelosas, inflorescencias con brácteas que a veces forman un manojo en el ápice y bracteólas conspicuas. Las semillas son más grandes y alargadas que las del frijol común. Sus hojas tienen 3 hojuelas rómbicas, de aprox. 13 por 12 centímetros. Sus flores son blancas, y algunas veces lavanda a púrpura, sus semillas son rojizas de aproximadamente 8 por 10 mm y en forma de riñón.
Crece espontáneamente en bosque húmedo, mesófilo o escapada en áreas abiertas de vegetación nativa del Sur de México y Guatemala y se cultiva desde el sur de México, Guatemala [Alta Verapaz, Quetzaltenango, Sacatepéquez, San Marcos, Solalá], Costa Ríca hasta Perú y las Antillas Mayores.